# غوين هارود
غوين هارود (بالإنجليزية: Gwen Harwood)‏ هي كاتِبة وشاعرة أسترالية، ولدت في 8 يونيو 1920 في Taringa, Queensland ‏ في أستراليا، وتوفيت في 9 ديسمبر 1995.

## وصلات خارجية
- غوين هارود على موقع الموسوعة البريطانية (الإنجليزية)
- غوين هارود على موقع ميوزك برينز (الإنجليزية)